# Bofete (kommun)
Bofete är en kommun i Brasilien.   Den ligger i delstaten São Paulo, i den södra delen av landet, 800 km söder om huvudstaden Brasília. Antalet invånare är 9 282.
Följande samhällen finns i Bofete:
- Bofete

Omgivningarna runt Bofete är huvudsakligen savann. Runt Bofete är det glesbefolkat, med 14 invånare per kvadratkilometer.